# Stomanți, Kărdjali
Stomanți (în bulgară Стоманци) este un sat în comuna Kirkovo, regiunea Kărdjali,  Bulgaria. 

## Demografie
Componența etnică a satului Stomanți
     Turci (96,94%)
     Nicio identificare (3,05%)
     Altele (0%)
La recensământul din 2011, populația satului Stomanți era de 229 locuitori. Din punct de vedere etnic, majoritatea locuitorilor (96,94%) erau turci. Pentru 3,05% din locuitori nu este cunoscută apartenența etnică.